# Филиппов, Алексей Фёдорович (Герой Социалистического Труда)
Алексе́й Фёдорович Фили́ппов (1928, с. Дмитриево-Помряскино, Ульяновский округ, Средне-Волжская область, СССР — 1991, колхоз «Борец», Раменский район, Московская область, СССР) — председатель колхоза «Борец» Раменского района Московской области, Герой Социалистического Труда (1984).

## Биография
Родился в 1928 году в селе Дмитриево-Помряскино Ульяновского округа Средне-Волжской области (ныне Старомайнского района Ульяновской области) в крестьянской семье.
В 1944 году трудоустроился помощником тракториста в местном колхозе имени Мичурина, позже переименованный в «Памяти погибшим Дм-Помряскинцам».
В 1960 году окончил Московский институт механизации и электрификации сельского хозяйства (ныне МГАУ им. В. П. Горячкина), трудился на различных должностях в сельском хозяйстве.
В 1976 году был избран председателем многоотраслевого колхоза «Борец», специализировавшегося на выращивании посевного элитного зерна и разведении племенного стада крупного рогатого скота. 23 марта 1981 года за успехи, достигнутые в выполнении планов 10-й пятилетки колхоз «Борец» был награждён орденом Трудового Красного Знамени.
Указом Президиума Верховного Совета СССР от 6 июня 1984 года «за достижение выдающихся показателей и трудовой героизм, проявленный в выполнении планов и социалистических обязательств по увеличению производства и продажи государству зерна и других продуктов земледелия в 1983 году» удостоен звания Героя Социалистического Труда с вручением ордена Ленина и золотой медали «Серп и Молот».
К 1990-м годам колхоз «Борец» включал девять населённых пунктов, занимал территорию в 6300 гектаров, в нём работали более 2 тысяч колхозников. В хозяйстве были 1800 голов молодняка и 2 тысячи голов дойного стада, 136 тракторов, 11 зерноуборочных комбайнов, 140 автомашин. На деньги колхоза были построены четыре Дома культуры, четыре столовых, кафе, пять бань, теплицы площадью шесть гектар, летне-оздоровительный лагерь, стадион, две гостиницы.
Управлял колхозом «Борец» до смерти в 1991 году.
Депутат Раменского городского Совета народных депутатов и член горкома КПСС. Награждён 2 орденами Ленина (12.4.1979, 06.6.1984), орденами Трудового Красного Знамени (11.12.1973), «Знак Почёта» (08.4.1971), медалями.